# اچ‌ام‌اس سر آیزاک براک
اچ‌ام‌اس سر آیزاک براک (به انگلیسی: HMS Sir Isaac Brock) یک کشتی است.